# Logická operace
Logická operace je v matematice taková operace s výroky, jejímž výsledkem je opět výrok, jehož pravdivostní hodnota (PRAVDA nebo NEPRAVDA) závisí na pravdivosti výroků a druhu operace.
Unární logickou operací je negace. Binárními operacemi jsou například konjunkce, disjunkce, implikace a ekvivalence.